# Slobodyschtsche (Berdytschiw)

Schlachtverlauf der Schlacht bei Slobodyschtsche im Jahr 1660

Slobodyschtsche (ukrainisch Слободище; russisch Слободище Slobodischtsche) ist ein Dorf im Süden der ukrainischen Oblast Schytomyr mit etwa 900 Einwohnern (2001).
Das Dorf liegt im Rajon Berdytschiw am Ufer des Hnylopjat (Гнилоп'я́ть), einem 99 km langen Nebenfluss des Teteriw und ist die einzige Ortschaft der gleichnamigen 40,325 km² großen Landratsgemeinde. Das Rajonzentrum Berdytschiw liegt 24 km südöstlich, die Stadt Tschudniw 30 km westlich und das Oblastzentrum Schytomyr befindet sich 45 km nordöstlich von Slobodyschtsche. Im Südosten grenzt Slobodyschtsche an das Dorf Schwajkiwka.

## Geschichte
Bei der 1550 erstmals erwähnten Ortschaft fand am 7. Oktober 1660 die Schlacht bei Slobodyschtsche (ukrainisch Слободищенська битва) im Rahmen des Russisch-Polnischen Kriegs von 1654–1667 statt, bei dem die Saporoger Kosaken unter Jurij Chmelnyzkyj von einem tatarisch-polnischen Heer unter Jerzy Sebastian Lubomirski geschlagen wurde, woraufhin Chmelnyzkyj das Traktat von Slobodyschtsche (ukrainisch Слободищенський трактат) mit Polen-Litauen abschließen musste; einen Vertrag, der das Hetmanat verpflichtete, mit den Polen gegen das Zarentum Russland zu kämpfen.

## Persönlichkeiten
Im Ort kam 1938 der Kunsthistoriker, Theologe und Philosoph Dmytro Stepowyk zur Welt.